# Hall of fame del baseball e del softball italiani
La Hall of fame del baseball e del softball italiani è un progetto nato nel 2005 su iniziativa della Federazione Italiana Baseball Softball che la gestisce con lo scopo di promuovere la conoscenza del baseball e del softball in Italia, rendendo onore e indicando come esempio coloro che hanno contribuito in maniera determinante all'affermazione del baseball e del softball in Italia.

## Funzionamento
Il Consiglio Federale della Federazione Italiana Baseball Softball nomina una commissione che gestisce la hall of fame del baseball e del softball italiani: la commissione eleggibilità hall of fame. La commissione annualmente propone al Consiglio Federale della Federazione Italiana Baseball Softball i nuovi componenti della hall of fame sulla base delle candidature presentate entro il 30 giugno di ogni anno. I nuovi membri della hall of fame sono eletti dal Consiglio Federale e annunciati durante la cerimonia di consegna dei titoli italiani, oppure in un'altra importante circostanza federale, ad esempio il Gala dei diamanti (fino al 2016), mentre nel 2020, per la prima volta dopo alcuni anni di "pausa" della Hall of Fame, è stato il caso della Convention6.
Possono essere eletti membri della hall of fame:
- Atleti
- Arbitri
- Dirigenti
- Tecnici
- Classificatori
- Giornalisti

Ogni anno possono essere eletti: due atleti, un arbitro, un tecnico, un dirigente, un classificatore e  un giornalista

## Giocatori nella Hall of Fame italiana eletti dalla FIBS
I seguenti giocatori compaiono nella Hall of Fame del baseball e del softball italiano:
- Luigi Carrozza (Losanna, 1969)
- Eddy Orrizzi (Worchester, 1952)
- Salvatore Varriale (Brooklyn, 1948)
- Daniela Castellani (Bussolengo, 1975)
- Marta Gambella (Macerata, 1974)
- Monica Corvino (Rimini, 1963)
- Roberto De Franceschi (Nettuno, 1965)
- Claudia Petracchi (Roma, 1966)
- Elio Gambuti (Rimini, 1961)
- Carlo Passarotto (Cairo Montenotte, 1943)
- Roberta Soldi (Bollate, 1967)
- Enzo Lauri (1942)
- Alfredo Lauri (1935)
- Maria Luisa Rubano (Roma, 1959)
- Paolo Ceccaroli (Rimini, 1962)
- Alessandra Cirelli (Roma, 1958)
- Nadia Barolo (Alessandria, 1957)
- Roberto Bianchi (Milano, 1963)
- Donatella Cena (Torino, 1960)
- Giuseppe Carelli (Pescara, 1958)
- Fausto Camusi (Nettuno, 1929 - 1993)
- Gigi Cameroni (Abano Terme, 1932 - 2006)
- Patrizia Caroti (Albenga (SV), 1954)
- Aldo Notari (Parma, 1932 - 2006)
- Giorgio Castelli (Parma, 1951)
- Roberto Gandini (Milano, 1938)
- Giulio Glorioso (Udine, 1931)
- Romano Lachi (Ferrara, 1928 - 2012)
- Vincenzo "Vic" Luciani (Cellino Attanasio (TE), 1946)
- Antonio Marcucci (Nettuno, 1927 - 1979)
- Enzo Masci (Nettuno, 1930 - 1995) giocatore più "scudettato" d'Italia (12 titoli)
- Rita Ramieri (Civita Castellana (VT), 1951)
- Alberto "Toro" Rinaldi (Bologna, 1946)
- Carlo Tagliaboschi (Nettuno (Italia), 1926 - 1989)
- Franco Tavoni (Savignano sul Panaro (MO), 1925)

## Allenatori e dirigenti nella Hall of Fame italiana eletti dalla FIBS
I seguenti allenatori e dirigenti compaiono nella Hall of Fame del baseball e del softball italiano:
- Horace Mc Garity (Babylon, 1914 - 1989), allenatore
- Silvano Ambrosioni (Milano, 1943 - 2004), allenatore
- Mario Ottino "Max Ott" (Mazzè Canavese, 1905 - 2000), pioniere. Fondatore e presidente della Lega Italiana Baseball
- Guido Graziani (1896 - 1986), pioniere. Fondatore della Lega Italiana Softball e della Associazione Italiana Baseball
- Renato Germonio (Torino, 1921 - 2004), dirigente
- Stefano "Steno" Borghese (1911 - 1978), dirigente
- Bruno Beneck (Castelnuovo Calcea, 1915 - 2003), pioniere e presidente FIBS dal 1969 al 1985
- James Larry Strong (Atlanta, 1918 - 2007), giocatore e allenatore
- Federico Soldi (Rudiano, 1940), allenatore
- Antonio Micheli (Rivadutri, 1946), allenatore
- Goliardo Zanella (Borgoforte, 1928), dirigente
- Tino Soldi (Bollate, 1938), dirigente
- Aldo Notari (Parma, 1932 -2006), presidente FIBS dal 1984 al 2000 e presidente della Federazione Europea Baseball (CEB) dal 1987 al 2005.
- Lou Campo (New York, 1909 - 1983), allenatore
- Giuseppe Ghillini (Bologna, 1909 - 2007), presidente FIBS dal 1961 al 1969
- Joseph Casimir Lubas (Scranton, 1926), allenatore
- Giampiero Faraone (Nettuno, 1939), allenatore
- Alfredo Sisi (Livorno, 1924), dirigente
- Mario Bretto (Torino, 1927), dirigente
- Franco Ludovisi (Bologna, 1935), allenatore
- Ernesta Meschieri
- Piercarlo Campioni
- Giulio Ripani (Fermo, 1937 - 2021), dirigente
- Alfredo Meli (Bologna, 1944 - 2010), giocatore e allenatore
- Guido Pellacini (1935), giocatore e allenatore
- Roberto Buganè (Bologna, 1938 - 2016), allenatore, dirigente e curatore della https://www.fibs.it/it/storia/hall-of-fame[collegamento interrotto] e del Museo del Baseball e del Softball italiano
- Alfredo De Carolis (Nettuno, 1937), dirigente del Nettuno Baseball, capo delegazione di Italia Baseball ai Giochi Olimpici di Los Angeles (1984), Barcellona (1992) e Atlanta (1996)
- Cesare Zangheri (Rimini, 1932 - 2019), presidente del Rimini Baseball dal 1973 al 2018. Nel corso di questi 45 anni il Rimini ha conquistato 13 scudetti, 5 Coppe Italia e 3 Coppe dei Campioni oltre a 6 titoli giovanili
- Umberto Calzolari (Bologna, 1938), allenatore e dirigente
- Alberto Mazzanti (Bologna, 1942), dirigente
- Vittorio Pino (Legnano, 1941 - 2018), allenatore e dirigente
- Elio Enrico Bertirotti (1928 - ???), dirigente
- Giacomo Livi (Bologna, 1954), allenatore
- Giulio Montanini (Parma, 1948) allenatore
- Giuseppe Guilizzoni (Roma, 1938), allenatore

## Arbitri e classificatori nella Hall of Fame italiana eletti dalla FIBS
I seguenti arbitri e classificatori compaiono nella Hall of Fame del baseball e del softball italiano:
- Carmelo Pettener (Trieste, 1926), arbitro
- Attilio Meda (Milano, 1925 - 2000), arbitro
- Alfio D'Aprile (Sulmona, 1927 - 2001), arbitro
- Giancarlo Bianchi (Monza, 1929 - 2014), classificatore
- Riccardo Fraccari (Pisa, 1949), arbitro e presidente FIBS dal 2002 al 2016
- Franco Faraone (Nettuno, 1931 - 1996), arbitro
- Giampaolo Reiter (Trieste, 1940), classificatore e dirigente
- Giorgio Nanni (Bologna, 1920 - 1971), classificatore
- Enrico Spocci (Parma, 1946 - 1982), arbitro
- Antonio Cocco (1921 - 1987), classificatore
- Giacomo Lassandro (Acquaviva delle Fonti, 1931), arbitro
- Roberta Fruhwirth (Roma, 1940), classificatore
- Sante De Franceschi (Nettuno, 1945), arbitro
- Osvaldo Faraone (Nettuno, 1929), classificatore
- Francesco Neto (Reggio Calabria, 1933), arbitro
- Silvano Sojat (Monfalcone, 1927), classificatore
- Alessandro Cappuccini (Grosseto, 1961), giocatore e arbitro
- Anna Maria Paini (Parma, 1959), classificatore. Presidente del Comitato Nazionale Classificatori (CNC) FIBS dal 2006
- Matteo Lo Turco (Nus, 1940 - 2008), arbitro
- Andreino Parentini (Genova, 1949), arbitro
- Alfredo Riva (Reggio Emilia, 1942 - 2008), arbitro
- Mario Fratticci (1937 - 2005), classificatore
- Nereo Miani, classificatore
- Antonella Garofalo (Nettuno, 1966), arbitro
- Marco Screti (Nettuno, 1965), arbitro
- Pierfranco Leone (Nettuno, 1965), arbitro

## Giornalisti nella Hall of Fame italiana eletti dalla FIBS
I seguenti giornalisti compaiono nella Hall of Fame del baseball e del softball italiano:
- Alberto Manetti
- Franco Imbastaro (Milano, 1921 - 1974)
- Giorgio Regazzi (Bologna, 1923 - 1973)
- Giancarlo Mangini (Pola, 1931 - 2019)
- Stefano Germano (Bologna, 1935 - 1991)
- Silvio Ottolenghi (Alessandria, 1920 - 1977)
- Giorgio Gandolfi
- Enzo Di Gesù
- Elia Pagnoni (Milano, 1959)